# Neumühle (Heiligenstadt in Oberfranken)

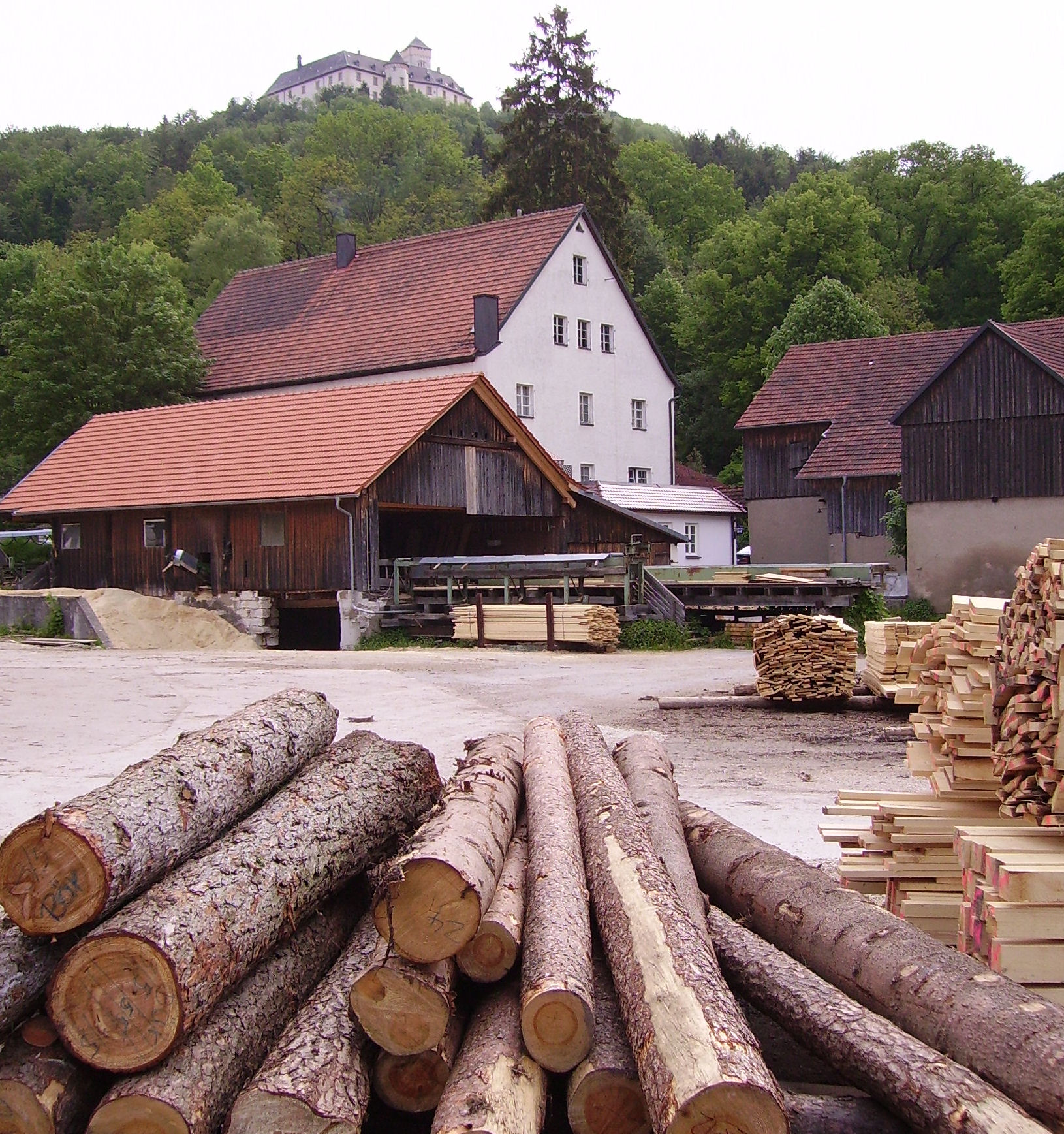
Neumühle und Schloss Greifenstein

Neumühle ist ein Gemeindeteil des Marktes Heiligenstadt i.OFr. im oberfränkischen Landkreis Bamberg in Bayern.
Heute hat der Weiler etwa 25 Einwohner.

## Lage
Neumühle liegt auf etwa 370 Meter Höhe am Volletsbach. Oberhalb der Ortschaft steht das Schloss Greifenstein. Nachbarorte sind im Norden Reckendorf, im Nordosten Schloss Greifenstein, im Süden Heiligenstadt und im Südwesten Zoggendorf.